# Begonia lansbergeae
Espèce
Begonia lansbergeae est une espèce de plantes de la famille des Begoniaceae. Ce bégonia rhizomateux est originaire du Brésil.

## Description
Ce bégonia rhizomateux est remarquable par son feuillage épais, vert émeraude, ainsi que par le duvet blanchâtre et soyeux qui recouvre toute la plante.
Les feuilles, de forme plutôt ovale et pointue au sommet, mesurent de 15 à 16 cm de long pour 8 cm de large.

## Répartition géographique
Cette espèce est originaire du pays suivant : Brésil.

## Classification
Begonia lansbergeae a été décrit en 1893 par les botanistes Lucien Linden (1851-1940) et Émile Rodigas (1831-1902). L'épithète spécifique lansbergeae signifie « de Lansberge », en hommage à Madame van Lansberge, épouse de l'ancien gouverneur des Indes néerlandaises, grand amateur d'horticulture.
L'espèce fait partie de la section Diploclinium, du genre Begonia, famille des Begoniaceae. En classification phylogénétique APG IV (2016), comme en classification phylogénétique APG III (2009), celle-ci est classée dans l'ordre des Cucurbitales, alors que dans la classification classique de Cronquist (1981) les Begoniaceae font partie de l'ordre des Violales.